# Busard bariolé
Circus cinereus
Espèce
Statut de conservation UICN

 LC  : Préoccupation mineure
Statut CITES
Le busard bariolé (Circus cinereus) est une espèce d’oiseaux de l'ordre des Accipitriformes.

## Description

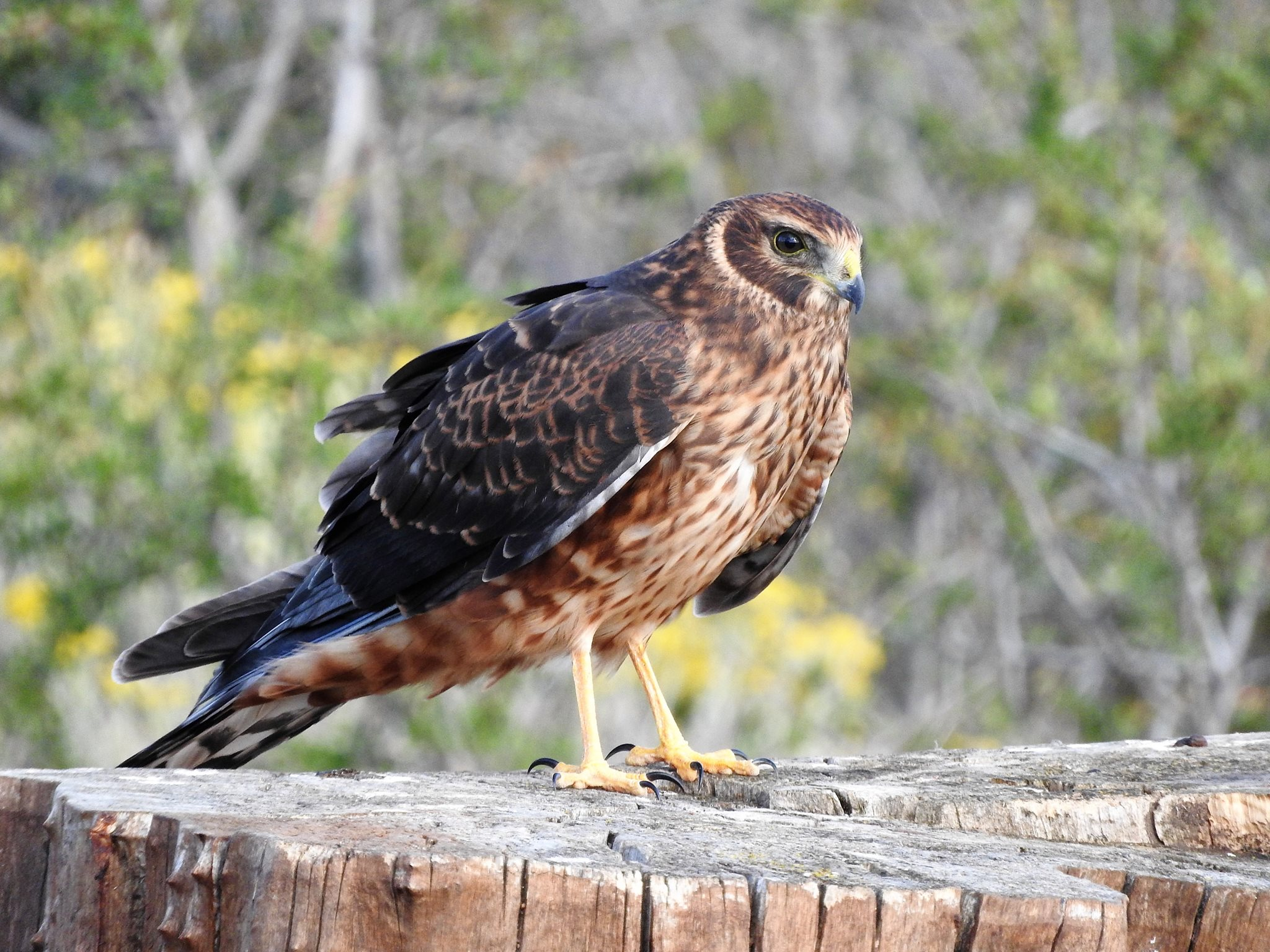
Busard bariolé ♀

Son aire s'étend à travers les Andes, le cône Sud et les îles Malouines.